# Antinaturalismo
L'antinaturalismo è un concetto che spazia dalla filosofia alle arti.
Nell'ambito artistico il termine definisce è un movimento caratterizzato da una rappresentazione irrealistica di soggetti, umani e non, contrariamente a naturalismo. I pittori antinaturalisti spesso ricorrono a colorazioni dissimili dalla realtà, a forme astratte o distorte, alla raffigurazione di simboli. Nella storia dell'arte l'antinauturalismo trova la sua affermazione alla fine del XIX secolo grazie a correnti artistiche come l'espressionismo, il surrealismo e l'astrattismo dove l'autore non si limita alla rappresentazione della realtà come appare ma tenta di riportare nell'opera le proprie emozioni e sentimenti. Tra i più importanti esponenti dell'antinaturalismo ricordiamo Paul Gauguin, Vincent van Gogh, Henri Rousseau, Edvard Munch e Wassily Kandinsky.
In letteratura l'antinaturalismo si manifesta in opere in cui l'autore esplora tematiche esistenziali, crea mondi irreali, utilizza narrazioni non convenzionali, ricorre all'introspezione. Tra gli scrittori antinaturalsti si possono citare Franz Kafka, Fëdor Dostoevskij, Marcel Proust, James Joyce e Virginia Woolf.
Nella filosofia, l'antinaturalismo si contrappone al naturalismo per la sua confutazione circa l'idea che tutto ciò che esista o accada sia spiegato esclusivamente da fenomeni legati alla natura.